# Didier Auriol
Didier Auriol (Montpeller, Occitània, 18 d'agost de 1958) fou un pilot occità del Campionat Mundial de Ral·lis, campió mundial l'any 1994. Al llarg de la seva trajectòria va guanyar 20 ral·lis del Campionat Mundial. A més, va guanyar tres vegades el Campionat de França de Ral·lis els anys 1986, 1987 i 1988.

## Trajectòria

### Inicis
Auriol va debutar en l'especialitat l'any 1979, aconseguint el seu primer Campionat de França de Ral·lis l'any 1986 amb Metro 6R4. Revalidaria el títol francès els dos anys següents amb un Ford Sierra RS Cosworth.
En paral·lel faria el seu debut en una prova del Campionat Mundial de Ral·lis participant l'any 1984 amb un Renault 5 Turbo al Tour de Còrsega.
L'any 1988 guanyaria el seu primer ral·li del Mundial al imposar-se al Tour de Còrsega amb el Ford Sierra RS Cosworth.

### Lancia (1989-1992)
L'any 1989 s'incorpora a l'equip Martini Lancia per disputar el Campionat Mundial amb un Lancia Delta, imposant-se de nou aquell any al Tour de Còrsega.
L'any 1990 quedaria subcampió Mundial, tan sols superat per Carlos Sainz amb Toyota. Altrament, les temporades 1991 i 1992 finalitzaria el campionat en tercera posició.
Durant la seva estada a Lancia, Auriol guanyaria 11 ral·lis del Campionat Mundial.

### Toyota (1993-1999)
L'any 1993 Auriol s'incorpora al Toyota Castrol Team amb el Toyota Celica, debutant amb victòria al Ral·li de Monte-Carlo. Aquella primera temporada a Toyota finalitzaria tercer del campionat Mundial.
La temporada 1994 seria la gran temporada d'Auriol, aconseguint guanyar el Campionat Mundial de Ral·lis amb victòries al Tour de Còrsega i al Ral·li de l'Argentina.
L'any 1995 Toyota queda desqualificada i expulsada del Mundial al Ral·li de Catalunya, amb el que Auriol no qualificà aquella temporada i es quedà sense poder competir per la següent, si bé realitzà dos ral·lis puntuals: el Ral·li de Suècia amb Subaru i el Ral·li de Sanremo amb Mitsubishi.
La temporada 1997 no la disputà sencera, mentre que la 1998 i la 1999 si que les disputà de forma íntegra amb un Toyota Corolla WRC, aconseguint victòries al Ral·li de Catalunya de 1998 i al Ral·li de la Xina de 1999.

### Seat (2000)
Quan Toyota decideix marxar del Campionat Mundial l'any 2000, Auriol fitxa per Seat Sport, pilotant el Seat Córdoba WRC amb el que aconseguiria finalitzar al podi en tercera posició del Ral·li Safari.

### Peugeot (2001)
L'any 2001 fitxa per Peugeot amb el Peugeot 206 WRC. Aconseguiria tres podis i la victòria al Ral·li de Catalunya, la seva darrera victòria al Mundial.

### Últims anys (2002-2005)
Després del seu pas per Peugeot, l'any 2002 Auriol solament disputa el Ral·li de Monte-Carlo de forma privada amb un Toyota Corolla WRC.
La temporada 2003 si que la disputaria de nou sencera amb l'equip Škoda Motorsport, finalitzant tretzè del Mundial. Aquesta seria la darrera temporada d'Auriol al WRC, on al 2004 disputaria de forma puntual de nou el Ral·li de Monte-Carlo, aquest cop amb un Peugeot 206 WRC.
Els anys 2008 i 2009 va disputar de forma puntual algunes proves del Intercontinental Rally Challenge amb un Fiat Abarth Grande Punto S2000 i un Peugeot 207 S2000.

## Victòries al WRC
| Núm. vic. | Ral·li                | Anys                               |
| --------- | --------------------- | ---------------------------------- |
| 6         | Tour de Còrsega       | 1988, 1989, 1990, 1992, 1994, 1995 |
| 3         | Ral·li de Sanremo     | 1990, 1991, 1994                   |
| 3         | Ral·li de Monte-Carlo | 1990, 1992, 1993                   |
| 2         | Ral·li de l'Argentina | 1992, 1994                         |
| 2         | Ral·li de Catalunya   | 1998, 2001                         |
| 1         | Ral·li Acròpolis      | 1992                               |
| 1         | Ral·li 1000 Llacs     | 1992                               |
| 1         | Ral·li d'Austràlia    | 1992                               |
| 1         | Ral·li de la Xina     | 1999                               |